# Närtuna socken
Närtuna socken i Uppland ingick i Långhundra härad, ingår sedan 1971 i Norrtälje kommun och motsvarar från 2016 Närtuna distrikt.
Socknens areal är 54,40 kvadratkilometer, varav 51,60 land. År 2000 fanns här 574 invånare.  Kyrkbyn Närtuna med sockenkyrkan Närtuna kyrka ligger i socknen.  

## Administrativ historik
Närtuna socken har medeltida ursprung. 
Vid kommunreformen 1862 övergick socknens ansvar för de kyrkliga frågorna till Närtuna församling och för de borgerliga frågorna till Närtuna landskommun. Landskommunen uppgick 1952 i Skepptuna landskommun som upplöstes 1967 då detta område uppgick i Rimbo landskommun som 1971 uppgick i Norrtälje kommun.
1 januari 2016 inrättades distriktet Närtuna, med samma omfattning som församlingen hade 1999/2000.  
Socknen har tillhört län, fögderier, tingslag och domsagor enligt vad som beskrivs i artikeln Långhundra härad. De indelta soldaterna tillhörde Upplands regemente Hundra Härads kompani samt Livregementets dragonkår, Roslags Sqvadron, Roslags kompani.

## Geografi
Närtuna socken ligger nordost om Arlanda kring Närtunaviken av Sparren i öster. Socknen är en kuperad skogsbygd med odlingsbygd i dalgångarna.

### Geografisk avgränsning
Socknen avgränsas i norr av Gottröra socken samt i nordöst av Rimbo socken. I sydväst avgränsas socken av Holmbroåns dalgång och av Skepptuna socken. I söder ligger Frösunda samt Kårsta socknar.

## Fornlämningar
Från bronsåldern finns spridda gravrösen och skärvstenshögar. Från järnåldern finns 43 gravfält och fornborgar. Fyra runstenar har påträffats, så som t.ex. U 503 och U 504 

## Namnet
Namnet skrevs 1291 Nerthetunum och kommer från kyrkbyn. Efterleden är tuna, 'inhägnad'. Förleden är omdiskuterad med en tolkning att det innehåller gudomsnamnet Njärd. En annan tolkning är att det kommer från ett sjönamn Niärde, bildat av niärdh(er), 'förträngning' syftande på en sådan i en forntida sjö eller fjärd.  